# Vasco Becker-Weinberg
Vasco Becker-Weinberg, né le 21 septembre 1979 à Lisbonne, est un homme politique portugais, membre du CDS – Parti populaire.

## Biographie
Le 26 mars 2024, il devient député européen en remplacement de Nuno Melo, nommé ministre de la Défense. Il siège jusqu'à la fin de la législature en juillet suivant.